# Гринцевич, Назарий Андреевич
Назарий Андреевич Гринцевич (укр. Назарій Андрійович Гринцевич, позывной — Гренка; 10 марта 2003, Винница — 6 мая 2024, Кременная) — украинский военнослужащий, младший лейтенант, участник российско-украинской войны. Герой Украины (2025, посмертно).

## Биография
Родился 10 марта 2003 года в Виннице, учился в школе № 32. Занимался боевыми искусствами, в подростковом возрасте увлекался хип‑хопом и был активным членом фан‑сектора ФК «Нива», позднее выступал за молодёжную команду «Sportowia».
В 2021 году призван на службу и вскоре попал в ряды «Азова», где получил позывной «Гренка». Участвовал в обороне Мариуполя и трёхмесячной блокаде «Азовстали», в ходе которой был захвачен в плен российскими войсками в 2022 году. После длительного пребывания в плену (более 4 месяцев) был освобождён в ходе большого обмена 21 сентября 2022 года.
После возвращения стал командиром взвода оптических наблюдателей в новом подразделении «Контакт 12» в составе бригады «Азов» .
6 мая 2024 года Назарий Гринцевич погиб в боях возле Кременной Луганской области. Ему был 21 год. О его смерти сообщил замкомандира подразделения «Азов». 10 мая 2024 года состоялось прощание в Виннице, на котором присутствовали сотни жителей города.

## Награды
- Звание «Герой Украины» с удостоением ордена «Золотая Звезда» (8 июля 2025, посмертно) — за личное мужество и героизм, проявленные в защите государственного суверенитета и территориальной целостности Украины, верность военной присяге[4].
- Орден Богдана Хмельницкого III степени (16 октября 2024, посмертно) — за личное мужество и высокий профессионализм, проявленные в защите государственного суверенитета и территориальной целостности Украины, верность военной присяге[5].
- Медаль «За военную службу Украине» (17 мая 2022) — за личное мужество и отвагу, проявленные в защите государственных интересов, укрепление обороноспособности и безопасности Украины[6].
- Орден «За мужество» III степени (2 апреля 2022) — за личное мужество и самоотверженные действия, проявленные в защите государственного суверенитета и территориальной целостности Украины, верность военной присяге[7].